# Кёрнер, Вильгельм (химик)
Вильгельм Кёрнер, он же Гульельмо Кёрнер (англ. Wilhelm Körner, англ. Guglielmo Körner; 20 апреля 1839 — 29 марта 1925) — немецкий химик
.

## Биография
Кёрнер изучал химию в Гисенском университете, который окончил в 1860 году. В 1866 году Кёрнер стал ассистентом немецкого химика-органика Августа Кекуле в Генте. В 1867 году Кёрнера назначили на кафедру химии в Боннском университете, а позже он уехал в Палермо, где поступил в лабораторию итальянского химика Станислао Канниццаро и занялся изучением ароматических соединений. Помимо работы над ароматическими соединениями, интерес Кёрнера к ботанике привел его к изучению многих растительных веществ. В 1870 году он занял кафедру органической химии в Высшей школе сельского хозяйства (итал. «Scuola Superiore di Agricoltura»), Миланский университет, которую сохранял до 1922 года, когда по состоянию здоровья в возрасте 83 лет был вынужден оставить должность.
Учёный синтезировал 126 ароматических соединений, в том числе пиридин в 1869 году и аспарагин (совместно с Анджело Меноцци) — в 1974 году. Используемый Кёрнером метод определения относительного положения двух заместителей в бензольном кольце обеспечил дальнейший прогресс в изучении и разработке ароматических (производных бензола) соединений. 

## Работы
- Кёрнер, Гульельмо (1868) «Определение химического локуса в так называемых ароматических соединениях» (La determinazione del luogo chimico nei composti cosi detti aromatici). Palermo.
- Кёрнер, Гульельмо (1869) «Факты для определения химического локуса в ароматических веществах» (Fatti per servire alla determinazione del luogo chimico nelle sostanze aromatiche). Palermo: F. Lao.
- Кёрнер, Гульельмо (1869) «Синтез изомерного основания толуидина» (Synthese d'une base isomere à la toluidine. Palermo.
- Кёрнер, Гульельмо (1874) «Исследование изомерии так называемых ароматических веществ с шестью атомами углерода, сообщение лаборатории органической химии Миланской высшей сельскохозяйственной школы» (Studj sull'isomeria delle cosi dette sostanze aromatiche a sei atomi di carbonio, comunicazione dal laboratorio di chimica organica della Regia Scuola superiore di agricoltura in Milano). Milano: Scuola superiore di agricoltura.
- Кёрнер, Гульельмо (1875) «О двух бензобисульфуровых кислотах и их связях с другими соединениями» (Intorno a due acidi benzobisolforici ed ai loro rapporti con altri composti). Presentata da Polli Giovanni. Milano: Bernardoni.
- Кёрнер, Вильгельм (1882) «Основные особенности венгерского языка» (Die Grundzuge der ungarischen Sprache). Berlin: Weidmann.
- Кёрнер, Гульельмо (1887) «Уроки органической химии. Собрано Альфредо Джиларди и Никколо Баседжио» (Lezioni di Chimica organica. Raccolte da Alfredo Gilardi e Niccolo Baseggio). Milano: Tipografia Litografica Minotti Ernesto.
- Кёрнер, Гульельмо (1888) «Исследование состава и конституции сирингина, гликозида из сиринга вульгарного» (Ricerche sulla composizione e costituzione della siringina, un glucoside della syringa vulgaris). Milano: Tipografia Bernardoni di C. Rebeschini.
- Кёрнер, Вильгельм (1910) «Об определении химического положения ароматических веществ : четыре трактата» (Uber die Bestimmung des chemischen Ortes bei den aromatischen Substanzen : vier Abhandlungen). Aus dem Franzosischen und Italienischen ubersetzt und herausgegeben von G. Bruni und B. L. Vanzetti. Leipzig: Engelmann.
- Кёрнер, Гульельмо (1910) «Публикации, собранные и упорядоченные по случаю 50-летия окончания университета» (Pubblicazioni raccolte ed ordinate in occasione del 50° anniversario della sua laurea). Milano: Tipografia degli Operai.
- Кёрнер, Гульельмо (1910) «Определение химического локуса в так называемых ароматических соединениях: классическая работа Гульельмо Кёрнера» (La determinazione del luogo chimico nei composti cosi detti aromatici : l'opera classica di Guglielmo Koerner). Milano: Tipografia degli operai.
- Кёрнер, Гульельмо (1911) «Химическая промышленность в Италии за пятьдесят лет (1861-1910)» (L'industria chimica in Italia nel cinquantennio (1861-1910)). Roma: Tipografia della Regia Accademia dei Lincei.
- Кёрнер, Гульельмо (1913) «Динитропроизводные метилированных петролов» (Dinitroderivati delle benzine metadialogenate). Roma: Tipografia della Regia Accademia Dei Lincei.
- Кёрнер, Гульельмо (1913) «Ортогалогенированные паранитроанилины и их производные» (Paranitroaniline ortoalogenate e loro derivati). Roma: Tipografia della Regia Accademia Dei Lincei.
- Кёрнер, Гульельмо (1914) «Нитрозамещенные бензины, полученные из соответствующих аминопроизводных» (Benzine nitrosostituite ottenute dai corrispondenti aminoderivati). Roma: Tipografia della Regia Accademia Dei Lincei.
- Кёрнер, Гульельмо (1915) «Пятый тринитротолуол ε и соответствующие замещенные динитрогалогеновые продукты» (Il quinto trinitrotoluene ε e prodotti dinitroalogeno sostituti corrispondenti). Roma: Tipografia della Regia Accademia dei Lincei.
- Кёрнер, Гульельмо (1915) «Качественный анализ: записи, сделанные на лекциях профессора Гульельмо Кёрнера в Политехническом институте и Высшей школе сельского хозяйства в Милане в 1913-14 гг.» (Analisi qualitativa : Appunti presi alle Lezioni del prof. Guglielmo Koerner nel Regio Politecnico e nella Regia Scuola superiore di agricoltura di Milano nell'aa 1913-4). Varese: Tipografia A. Nicola e C.
- Кёрнер, Гульельмо (1916) «Соответствующие заместители шестого тринитротолуола и динитрогалогеновых продуктов» (Il sesto trinitro-toluene e prodotti dinitro-alogeno sostituiti corrispondenti). Roma: Tipografia della Regia Accademia Dei Lincei.